# Verfolgt (1947)
Verfolgt (Originaltitel: Pursued) ist ein US-amerikanischer Western von Raoul Walsh aus dem Jahre 1947. Alternative Titel sind Späte Rache und Blutrache.

## Handlung
Der Film spielt Ende des 19./Anfang des 20. Jahrhunderts in den USA. Jeb Rand wurde als Kind von Mutter Callum aufgenommen und wuchs mit den Callum-Kindern Thorley und Adam gemeinsam auf. Seit der Kindheit plagen Jeb Alpträume, die immer wieder um die Nacht kreisen, in der Jebs Vater und seine Schwester ums Leben kamen. Nur hat Jeb keine klaren Erinnerungen. Sein Leben lang wird er von diesen verworrenen Erinnerungen verfolgt. Er weiß nicht, dass es sich um eine Familienfehde zwischen den Rands und den Callums handelt. Bereits als Kind lauert ihm Grant Callum auf, der ein Verwandter der Callums ist. Als Erwachsener führt Jeb gemeinsam mit Adam die Ranch der Callums und verliebt sich in Thorley. Als der Spanisch-Amerikanische Krieg ausbricht, losen Jeb und Adam, wer zur Armee gehen soll. Jeb verliert und wird im Krieg verwundet. Als Held kommt er zurück und möchte Thorley heiraten. Adam stellt sich zwischen das Paar. Als sie erneut eine Münze werfen, um zu ermitteln, wer Herr der Ranch wird, verliert erneut Jeb. Als er dennoch Thorley heiraten will und mit ihr fortgehen möchte, lauert ihm Adam auf und möchte ihn erschießen. Jeb erkennt nicht, dass es Adam ist, der aus der Ferne auf ihn schießt, und tötet Adam. Dies führt zum Zerwürfnis mit Thorley und ihrer Mutter.
Grant Callum hetzt auf einem Fest den jungen Verehrer Prentice auf, Jeb zu töten. Jeb tötet den jungen Mann erneut in Notwehr. Thorley hasst mittlerweile Jeb so sehr, dass sie ihn töten möchte. Um ihm jedoch nahezukommen, heiratet sie ihn und möchte ihn in der Hochzeitsnacht töten. Gleichzeitig macht sich auch Grant Callum mit Gefolgsleuten auf, um Jeb zu töten. Jeb und Thorley, die es nicht fertiggebracht hat, den Mann zu ermorden, den sie seit ihrer Kindheit liebt, flüchten auf die alte verfallene Ranch der Rands. Grant Callum nimmt Jeb gefangen und möchte ihn erhängen, als Mutter Callum hinzukommt. In der Ranch kommen bei Jeb die alten Erinnerungen aus der Nacht des Todes seines Vaters wieder hoch. Er weiß jetzt, dass Grant Callum seine Familie ermordet hat. Thorley erzählt davon ihrer Mutter, die gesteht, dass sie ein Liebesverhältnis mit Jebs Vater hatte. Sie erschießt Grant Callum, und Jeb ist ein freier Mann.

## Kritiken
„Perfekt inszenierter, ungewöhnlicher ‚psychologischer‘ Western mit Elementen des ‚film noir‘, der für die Entwicklung des Genres bedeutsam wurde.“

## Synchronisation
| Rolle          | Darsteller       | Synchronsprecher |
| -------------- | ---------------- | ---------------- |
| Jeb Rand       | Robert Mitchum   | Klaus Kindler    |
| Thorley Callum | Teresa Wright    | Andrea L’Arronge |
| Mutter Callum  | Judith Anderson  | Marion Degler    |
| Grant Callum   | Dean Jagger      | Harald Dietl     |
| Jake Dingle    | Alan Hale senior | Walter Reichelt  |

Dialogbuch und Dialogregie führte Lothar Michael Schmitt.